# Мун, Томас
Томас Генри Мун (англ. Thomas Henry Moon; 6 ноября 1908, Оттава — 27 июля 1986, Мередит) — американский хоккеист, вратарь; бронзовый призёр зимних Олимпийских игр 1936 года.

## Биография
Родился в Канаде, проживал в Бостоне. В колледже хоккеем не занимался, но позже выступал за местную команду «Бостон Олимпикс», выигрывал любительский чемпионат США в 1935, 1937 и 1939 годах. В составе сборной США в 1936 году завоевал бронзовые медали зимних Олимпийских игр в Гармиш-Партенкирхене. Работал менеджером по продажам в одной из компаний металлургической промышленности.